# Casa Carlos
La Casa Carlos de Abizanda es una casa torreada ubicada en Abizanda, Comarca de Sobrarbe en España, y monumento declarado Bien de Interés Cultural por el Gobierno de Aragón.

## Descripción
Construcción de planta rectangular unida en una de sus esquinas a una torre fortificada que sobresale. El acceso a la torre, de carácter claramente defensivo, se realiza desde la planta baja. A simple vista parece que la vivienda y la torre se construyeron a un tiempo en arenisca con sillares en las esquinas. Ambas construcciones han sufrido incontables modificaciones en la época contemporánea, como los balcones de la última planta de la torre; aunque afortunadamente aún se conservan elementos originales.
Pero si interesante resulta el exterior de este casa torreada no desmerece el interior de la vivienda que apenas ha sufrido modificaciones. Dentro se pueden encontrar numerosos vestigios de otros tiempos como la distribución y los pavimentos enmorrillados.
Casa Carlos fue inicialmente propiedad de los Maza de Lizana y en la actualidad se utiliza como vivienda particular.